# Miniopterus schreibersii
Il miniottero comune o miniottero di Schreibers (Miniopterus schreibersii  Kuhl, 1817) è un pipistrello della famiglia dei Miniotteridi diffuso nel Vecchio Mondo.

## Descrizione

### Dimensioni
Pipistrello di medie dimensioni, con la lunghezza della testa e del corpo tra 47 e 63 mm, la lunghezza dell'avambraccio tra 42 e 51 mm, la lunghezza della coda tra 56 e 64 mm, la lunghezza del piede tra 8 e 10 mm, la lunghezza delle orecchie tra 7 e 13 mm, un'apertura alare fino a 34,2 cm e un peso fino a 19,5 g.

### Aspetto
La pelliccia è corta, molto soffice e densa. Le parti dorsali sono bruno-grigiastre, grigie o nero-brunastre, mentre le parti ventrali sono più chiare con la base dei peli più scura. La fronte è molto alta e bombata, il muso è stretto e con le narici molto piccole. Le orecchie sono corte, triangolari, ben separate tra loro, con l'estremità arrotondata e bruno-grigiastre o marroni. Il trago è moderatamente lungo, con i bordi paralleli e l'estremità arrotondata. Le membrane alari sono molto allungate, strette, bruno-grigiastre e attaccate posteriormente sulle caviglie. La lunga coda è inclusa completamente nell'ampio uropatagio. Il calcar è lungo e privo di carenatura. Il cariotipo è 2n=46 FNa=50, sebbene sia stato riscontrato 2n=46 FNa=52 in esemplari della Serbia.

### Ecolocazione
Emette ultrasuoni sotto forma di impulsi di breve durata a banda larga con frequenza massima compresa tra 48,8-52,8 kHz nelle forme asiatiche e 54,2 kHz in quelle europee.

## Biologia

### Comportamento

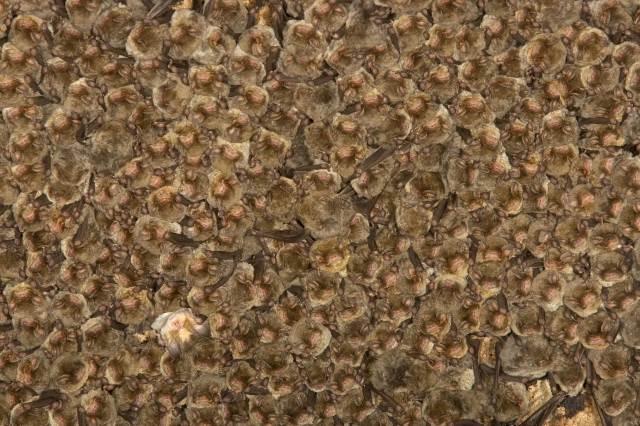
Colonia all'interno di una grotta

Si rifugia di giorno in colonie numerose fino a diverse decine di migliaia di individui all'interno di grotte, cisterne, cunicoli, acquedotti e cantine. In inverno le colonie possono essere ancora più numerose, come osservato in una grotta in Bulgaria, fino a 120.000 esemplari. Le femmine tendono a formare vivai, dove sono spesso presenti numerosi maschi. Normalmente si aggrappa con le zampe alle pareti, più raramente in contatto con la superficie o con altri individui. Condivide i siti con altre specie di pipistrelli, in particolare del genere Rhinolophus e Myotis. Durante le giornate autunnali raggiunge uno stato di torpore diurno, mentre entra in ibernazione da ottobre a marzo in Europa. Solitamente preferisce temperature esterne tra 7 e 12 °C. Raggiunge velocità di 50–55 km/h, ma può effettuare anche voli molto lenti e manovrati. Sebbene siano rare le migrazioni stagionali, per lo più limitate all'interno delle reti sotterranee, sono stati registrati spostamenti fino a 833 km. Oltre all'ecolocazione emette due tipi di vocalizzazione udibili all'uomo. L'attività predatoria inizia al crepuscolo, poco dopo il tramonto.

### Alimentazione
Si nutre di insetti volanti, principalmente lepidotteri, coleotteri e ditteri, catturati sopra spazi aperti a circa 5-20 metri dal suolo e lontano dai rifugi.

### Riproduzione
Gli accoppiamenti avvengono in autunno, seguiti da un ritardato impianto dell'embrione, unico tra le specie di pipistrelli europei e dopo una gestazione di 8-9 mesi nasce un piccolo alla volta non prima dell'estate. Le femmine diventano mature sessualmente al secondo anno di età. L'aspettativa di vita media è di tre anni, mentre in cattività può raggiungere i sedici anni.

## Distribuzione e habitat
Questa specie è diffusa in Europa, Africa settentrionale e Africa subsahariana, Vicino oriente, Asia centrale e orientale, Indonesia, Filippine, Giappone, Melanesia fino alla Nuova Caledonia ed Australia. È la specie di pipistrello con il più vasto areale al mondo e il più abbondante dopo il pipistrello dalla coda libera messicano.
Vive principalmente in regioni carsiche fino a 1.000 metri di altitudine, ma anche in foreste di sclerofille, praterie semi-desertiche, steppe, foreste pluviali, foreste montane fino a 2.100 metri di altitudine e in fattorie ed insediamenti umani. È molto abbondante nelle regioni mediterranee.

## Tassonomia
La sistematica di questa specie, e in generale dell'intero genere è molto difficile a causa delle notevoli somiglianze morfologiche intraspecifiche. In attesa di uno studio più completo ed esauriente, di seguito è illustrata la suddivisione proposta da N.Simmons:
- M.s.schreibersii: Portogallo, Spagna, Isole Baleari, Francia centrale e meridionale, Svizzera occidentale, Austria meridionale, Italia settentrionale Slovenia, Croazia, Bosnia ed Erzegovina, Slovacchia, Ungheria, Serbia, Montenegro, Macedonia del Nord, Albania, Grecia, Isola di Creta, Bulgaria, Romania, Turchia, Rodi, Cipro, Libano, Siria occidentale e nord-occidentale, Israele settentrionale, Caucaso settentrionale; Marocco, Algeria e Tunisia settentrionali, Libia. Estinta in Germania ed Ucraina;
- M.s.bassanii (Cardinal & Christidis, 2000): Stati australiani di Victoria centrale ed occidentale, Australia meridionale sud-orientale;
- M.s.blepotis (Temminck, 1840): Thailandia peninsulare, Penisola malese, Sumatra, Giava, Bali, Borneo, Sulawesi centrale e meridionale, Seram, Ambon, Timor, Waigeo, Batanta, Nuova Guinea, Woodlark, Tagula, Rossel;
- M.s.chinensis (Thomas, 1908): province cinesi di Hebei, Henan, Zhejiang, Anhui; Penisola coreana;
- M.s.dasythrix (Temminck, 1840): Malawi meridionale, Zimbabwe, provincia sudafricana del Capo Orientale;
- M.s.eschscholtzii (Waterhouse, 1845): Isole Filippine: Apo, Bantayan, Batan, Bohol, Catanduanes, Dalupiri, Guimaras, Leyte, Lubang, Luzon, Mactan, Marinduque, Mindanao, Mindoro, Negros, Palawan, Panay, Polillo, Tablas;
- M.s.fuliginosus (Hodgson, 1835): Iran centrale e meridionale, Afghanistan, Pakistan, Turkmenistan, Uzbekistan, Kirghizistan, Tagikistan, Kazakistan meridionale, Nepal, India, Sri Lanka, Bhutan, Bangladesh, Birmania, Thailandia settentrionale e centrale, Vietnam, Laos, Cambogia, Hainan, province cinesi dello Yunnan e del Sichuan;
- M.s.haradai (Maeda, 1982): Thailandia meridionale;
- M.s.japoniae (Thomas, 1905): isole giapponesi di Kyūshū, Honshū, Shikoku, Otsukue, Tsushima, Fukue, Yakushima;
- M.s.oceanensis (Maeda, 1982): coste orientali del Queensland, Nuovo Galles del Sud e Victoria; Isole Salomone: Bougainville, Santa Isabel, Makira, Rennell;
- M.s.orianae (Thomas, 1922): Australia Occidentale e Territorio del Nord settentrionali;
- M.s.orsinii (Temminck, 1840): Italia centrale e meridionale, Sicilia, Sardegna, Corsica;
- M.s.pallidus (Thomas, 1907): Caucaso meridionale, Iran settentrionale e Iraq orientale;
- M.s.parvipes (G. M. Allen, 1923): province cinesi del Fujian, Taiwan e Guangdong;
- M.s.smitianus (Thomas, 1927): Etiopia, Kenya, Uganda, Namibia;
- M.s.villiersi (Aellen, 1956): Guinea meridionale , Sierra Leone, Liberia settentrionale, Nigeria orientale, Camerun occidentale, Repubblica Democratica del Congo;

## Conservazione
La IUCN Red List suddivide M.schreibersii in tre differenti forme. La prima, nominotipica, a causa del declino significativo della popolazione pari a circa il 30%, sebbene sia ancora stabile in regioni come i Balcani e la Turchia, è considerata come prossima alla minaccia (NT). La seconda forma, inclusa in M.fuliginosus, diffusa dall'Iraq orientale fino al Borneo, le Filippine e la Nuova Guinea è considerata a basso rischio (LC), alla luce dell'ampia diffusione, dell'abbondanza e dell'adattabilità, come anche la terza, M.oceanensis, diffusa nell'Oceania.